# Los Laureles, Ixhuacán de los Reyes
Los Laureles är en ort i Mexiko.   Den ligger i kommunen Ixhuacán de los Reyes och delstaten Veracruz, i den sydöstra delen av landet, 210 km öster om huvudstaden Mexico City. Los Laureles ligger 2 771 meter över havet och antalet invånare är 270.
Terrängen runt Los Laureles är kuperad söderut, men norrut är den bergig. Runt Los Laureles är det ganska tätbefolkat, med 166 invånare per kvadratkilometer. Närmaste större samhälle är Coatepec, 19,2 km öster om Los Laureles. Omgivningarna runt Los Laureles är en mosaik av jordbruksmark och naturlig växtlighet.